# Esateuco in inglese antico

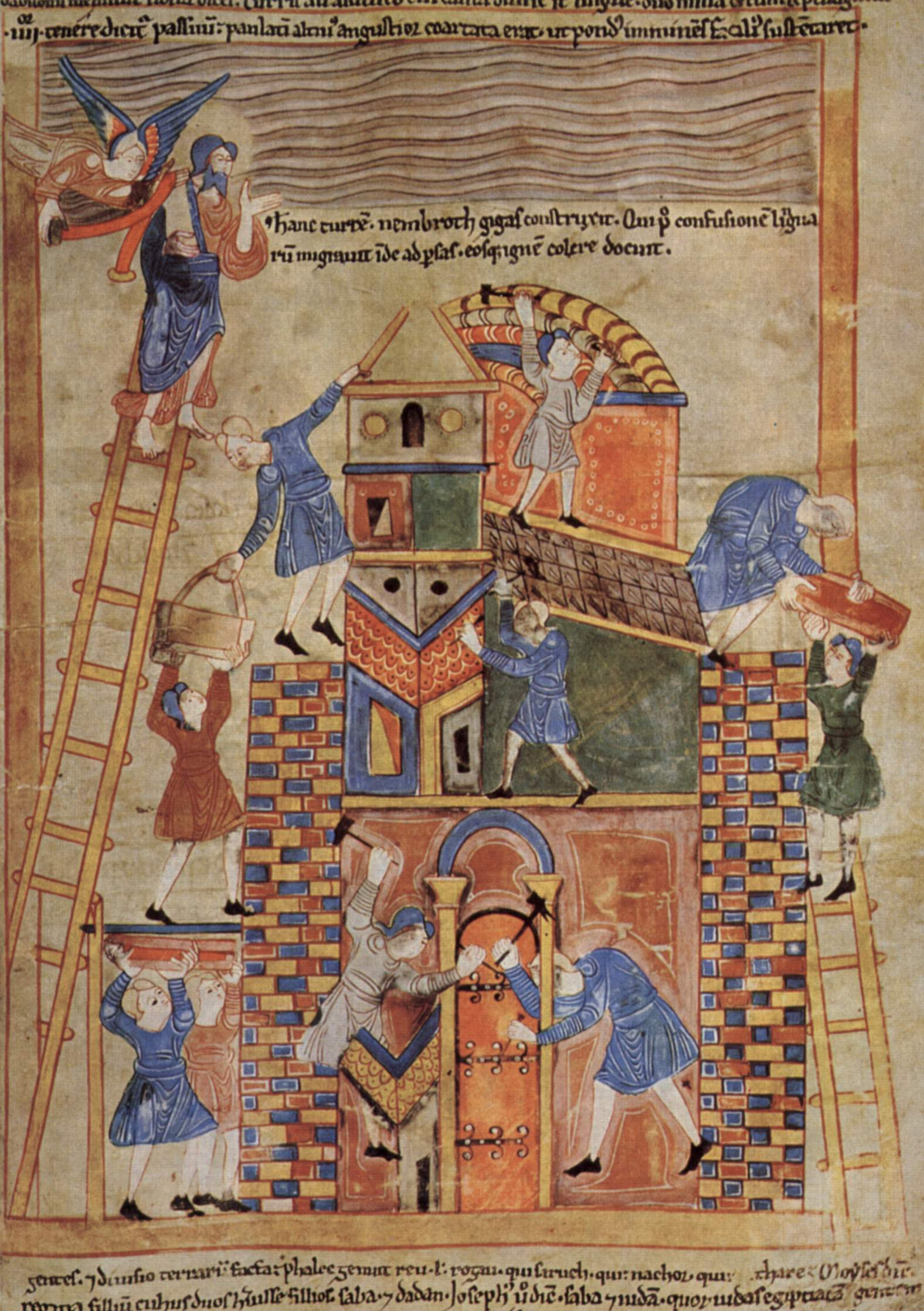
La Torre di Babele

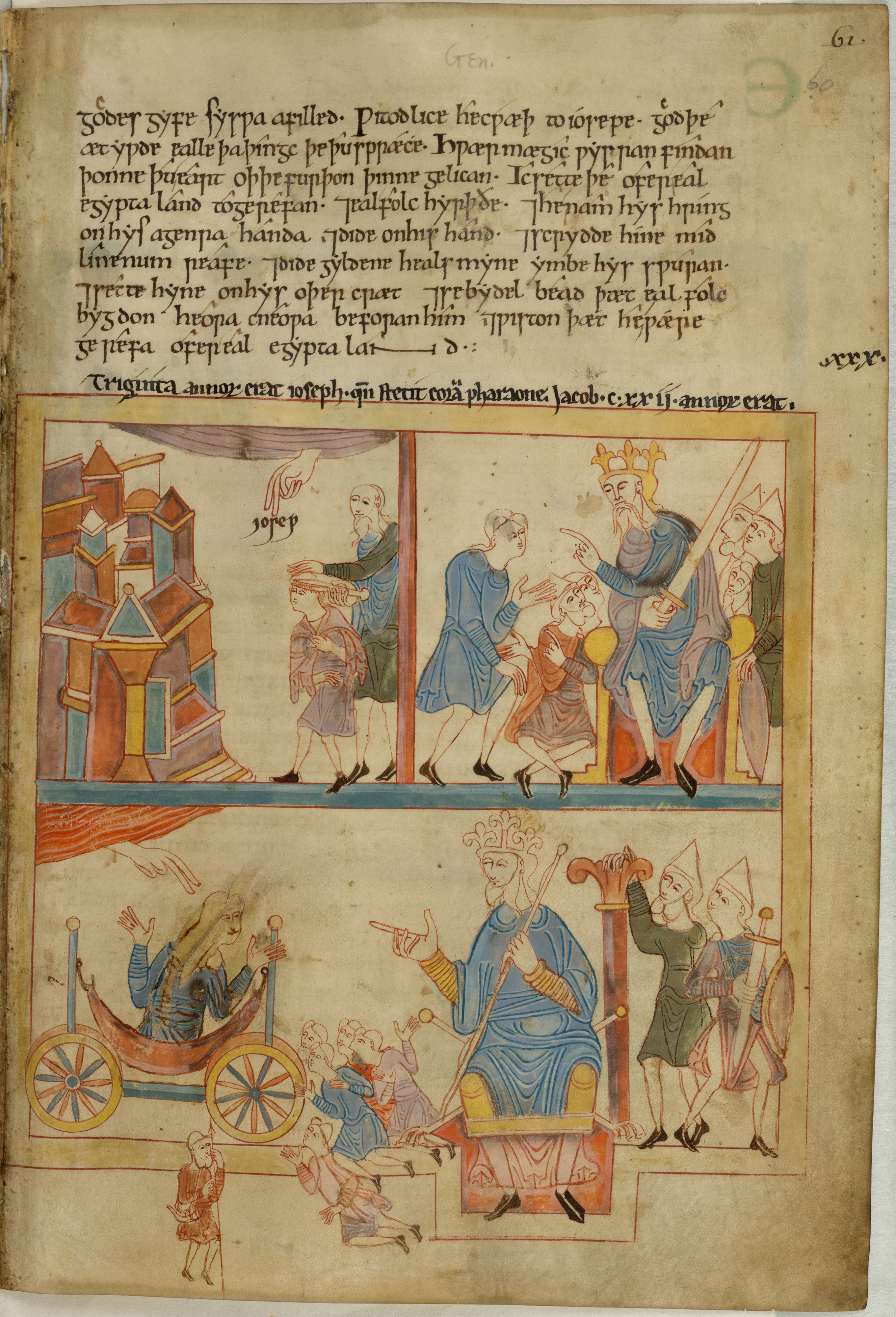
Esateuco, in alto a sinistra la Mano di Dio, Cotton MS Claudius B IV, f. 60r

L'Esateuco in inglese antico è un'opera del tardo periodo anglosassone che contiene i sei libri dell'Esateuco in inglese antico, presumibilmente sotto la guida di Ælfric di Eynsham. È la prima traduzione in lingua inglese dei primi sei libri dell'Antico Testamento, cioè i cinque libri della Torah (Genesi, Esodo, Levitico, Numeri e Deuteronomio) e Giosuè. Fu probabilmente realizzata per essere utilizzato dai laici.
La traduzione è contenuta in sette manoscritti, la maggior parte dei quali è frammentaria. 
Il più noto è un manoscritto riccamente miniato della British Library, Cotton MS Claudius B.IV. 
Un'altra copia del testo, priva di sontuose illustrazioni ma comprendente una traduzione del Libro dei Giudici (per questo chiamata anche Eptateuco antico inglese), si trova a Oxford alla Biblioteca Bodleiana, catalogato come Laud Misc. 509. 
L'intero manoscritto Cotton MS Claudius B IV è disponibile online sul sito della British Library.

## Cotton Claudius B.IV, British Library
Claudius B.IV. fu probabilmente compilato nel secondo quarto dell'XI secolo presso l'Abbazia di Sant'Agostino, a Canterbury. Include traduzioni e una prefazione di Ælfric di Eynsham, mentre le restanti parti della traduzione sono state realizzate da autori anonimi. 
Peter Clemoes suggerisce che Byrhtferth di Ramsey sia stato autore della stesura e di alcune parti della traduzione. 
Con 156 folios, è in gran parte completo ma non include tutto il testo biblico dei libri. 
Nel XII secolo vennero aggiunti commenti e altro materiale in latino e inglese antico, spesso utilizzando aree vuote di miniature incomplete.
Uno o probabilmente più artisti corredarono la narrazione con 394 disegni a inchiostro di vari colori e raffiguranti circa 550 scene. 
Molte di queste scene sono incomplete. Le ambientazioni non cercano di rappresentare la vita dell'Antico Testamento come qualcosa di diverso da quella degli anglosassoni contemporanei e quindi forniscono preziose rappresentazioni di molti aspetti del mondo anglosassone. 
Le ampie illustrazioni suggeriscono che fu concepito principalmente per un uso laico. È il primo manoscritto miniato di gran parte della Bibbia in lingua volgare.
Distribuite tra i testi ci sono dodici miniature a pagina intera e le altre miniature variano da pagina quasi intera a circa un quarto di pagina. Molte pagine presentano due o addirittura tre illustrazioni, e la maggior parte delle pagine presenta una miniatura. Alcune miniature combinano due scene in riquadri bordati. Il grado di completamento con i colori tende a diminuire con il proseguire del libro. 
La colorazione presenta alcune eccentricità; in particolare, molte figure hanno i capelli blu e le numerose tende sono rappresentate con strisce colorate in modo vistoso. Le opportunità offerte dal testo per mostrare gruppi di animali sono di solito colte, e appare spesso la Mano di Dio. 
Il formato del foglio è di 325 per 215 millimetri (12,8 × 8,5), mentre il testo occupa 260 per 160 millimetri (10,2 × 6,3). Nel 1621 si trovava nella Cotton Library.